# 1. NL 2025./26.
Prva nogometna liga (1. NL; Prva NL, sponzorskog naziva SuperSport Prva nogometna liga, odnosno SuperSport Prva NL) predstavlja drugi sustav nogometne lige u Hrvatskoj u sezoni 2025./26.
Branitelj naslova iz sezone 2024./2025. je HNK Vukovar 1991, koji igra u najvišem rangu.

## Sustav natjecanja
Dvanaest klubova igra trokružnim ligaškim sustavom (33 kola).

## Ljestvica
| Pozicija | Momčad            | Bod. | 2025./26.                      |
| -------- | ----------------- | ---- | ------------------------------ |
| 1.       | Opatija           | 0    | HNL 2026./27.                  |
| 2.       | Orijent 1919      | 0    |                                |
| 3.       | Sesvete           | 0    |                                |
| 4.       | Cibalia           | 0    |                                |
| 5.       | Dubrava Tim Kabel | 0    |                                |
| 6.       | BSK Bijelo Brdo   | 0    |                                |
| 7.       | Rudeš             | 0    |                                |
| 8.       | Jarun             | 0    |                                |
| 9.       | Croatia Zmijavci  | 0    |                                |
| 10.      | Dugopolje         | 0    |                                |
| 11.      | Hrvace            | 0    | Doigravanje za 2. NL 2026./27. |
| 12.      | Karlovac 1919     | 0    | 2. NL 2026./27.                |